# Schlacht von Olasch
Wien – Kahlenberg – Párkány – Gran I – Waitzen (Vác) –  Ofen I – Gran II – Neuhäusel (Nové Zámky) – Eperies – Ofen II – Mohács (Harsány) – Belgrad I – Derbend – Pataczin – Nisch – Belgrad II – Szlankamen – Belgrad III – Peterwardein – Lippa (Lipova)  – Lugos (Lugoj) – Temesvár – Olasch (Bega) – Zenta
Die Schlacht bei Olasch, auch Schlacht an der Bega, war eine militärische Auseinandersetzung während des Großen Türkenkrieges, die am 26. August 1696 stattfand. In ihr trafen die Heere des Heiligen Römischen Reiches und des Osmanischen Reiches aufeinander. Die Schlacht resultierte aus dem letztlich erfolgreichen Versuch der Osmanen, die von den Kaiserlichen belagerte Stadt Temeswar zu entsetzen. Der Kampf endete trotz schwerer Verluste beider Seiten unentschieden.

## Vorgeschichte
Das kaiserliche Heer unter dem Kommando des sächsischen Kurfürsten Friedrich August von Sachsen plante im Sommer des Jahres 1696 die osmanische Festung Temeswar einzunehmen. Ein Korps ließ er bei Titel zurück. Die Vorbereitungen zogen sich jedoch in die Länge, so dass erst am 3. August mit der Belagerung begonnen werden konnte. Dagegen zog der osmanische Sultan Mustafa II. mit einem Entsatzheer heran. Er ging bei Pančevo über die Donau und erreichte am 15. August die Temesch. In einem Kriegsrat beschloss die kaiserliche Heerführung am 19. August die Belagerung vorläufig aufzuheben und sich südlich der Stadt dem gegnerischen Heer zu stellen. Als das kaiserliche Heer sich dem osmanischen näherte, hatte dieses nahe Párdány (Pardan) eine verschanzte Stellung zwischen zwei Sümpfen eingenommen. Friedrich August hatte ursprünglich nicht die Absicht diese Stellung anzugreifen. Er plante stattdessen sich über Becskerek an das Korps bei Titel heran zu manövrieren, sich mit diesem zu vereinen und die Osmanen von ihrer Basis Belgrad abzuschneiden. Mustafa II. durchschaute diese Absicht und durchkreuzte mit einem Flankenmarsch die Pläne Friedrich Augusts.

## Verlauf

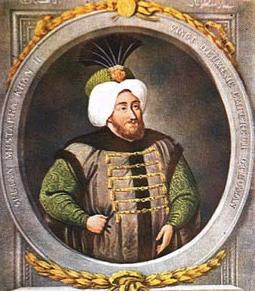
Sultan Mustafa II.

Am 26. August 1696 kam es am Fluss Bega zur Schlacht. Beide Seiten hatten zunächst versucht einander zu umgehen. Mustafa II. hatte sich dabei geschickt an die Festung herangeschoben und stand bei Beginn des Kampfes näher an ihr, womit ihm der Entsatz der Stadt bereits gelungen war. Friedrich August entschloss sich gegen die Stimmen im Kriegsrat zum Angriff, um doch noch einen Erfolg zu erzielen. Der linke Flügel ging gegen starkes Artilleriefeuer vor und rannte gegen die osmanischen Feldstellungen an. Zu diesem Zeitpunkt ließ Mustafa II. jedoch seine Kavallerie zu einem Gegenschlag antreten, der den linken Flügel der Kaiserlichen wieder zurückwarf. Dabei erlitten die sächsischen Bataillone Jordan und Bornstädt besonders hohe Verluste. Erst das Eingreifen der kaiserlichen Reiterei stabilisierte die Lage wieder für die Kaiserlichen, im Kampf wurde jedoch Feldmarschall Donat Graf Heißler tödlich verwundet (Er starb fünf Tage später in Szeged). Bei Einbruch der Dunkelheit endeten dann die Kampfhandlungen. Auch das Zentrum und der rechte kaiserliche Flügel waren ins Gefecht gekommen. Zwar hatten sie ebenfalls kaum Erfolge zu verzeichnen, doch sie hatten auch keine Rückschläge zu erleiden. Am nächsten Morgen standen sich beide Heere in Schlachtordnung gegenüber, doch keiner wagte einen weiteren Angriff.

## Folgen
Die Schlacht endete mit einem taktischen Unentschieden. Allerdings behauptete Mustafa II. die Festung Temeswar und konnte somit einen operativen Erfolg erzielen. Das kaiserliche Heer setzte über die Bega und vereinigte sich bei Titel mit dem abgesonderten Korps. Nach der Schlacht wurde Friedrich August von den kaiserlichen Generälen des Kriegsrates beschuldigt, während des Kampfes betrunken gewesen zu sein. Er hingegen erklärte, die Generäle hätten ihre Arbeit nicht getan. Im Herbst 1696 legte der Kurfürst sein Kommando nieder, da er sich in der polnischen Thronfolgefrage engagieren wollte. Sein Nachfolger im Oberbefehl wurde Prinz Eugen von Savoyen.